# MAN Lion’s City
Als MAN Lion’s City wird eine Stadtbus-Modellreihe des deutschen Busherstellers MAN Truck & Bus SE bezeichnet.

## Allgemeines
Unter der Bezeichnung Lion’s City werden die niederflurigen und Low-Entry-Varianten für den Stadt- und Regionalbusverkehr zusammengefasst, von denen aktuell die Varianten 10, 12, 18 und 19, in den jeweilig verfügbaren Antriebsvarianten, serienmäßig produziert werden. Zuvor wurden die Busse u. a. unter den Typennamen A20, A21, A23 und A40 angeboten, die bis September 2004 noch ohne die Verkaufsbezeichnung Lion’s City angeboten worden. Erst im September 2004 wurde die Bezeichnung Lion’s City als Verkaufsbezeichnung eingeführt. Gleichzeitig wurden die Modelle einem Facelift unterzogen. Der vom Lion’s City abgeleitete Lion’s Regio ist die Kombibusvariante für den Regionalbusverkehr, als auch für Ausflugs- und Transferfahrten. Im Frühjahr 2015 wurde der preiswertere MAN Lion’s Intercity vorgestellt. Nachdem 2019 die neue Generation in die Serienlieferung gegangen war, wurde die Produktion der Typen A20, A21, A23 und A40 langsam eingestellt. 2022 stellte MAN den MAN Lion’s Intercity LE vor, der eine Kombination aus dem MAN Lion’s City und dem MAN Lion's Intercity ist. Das Design des MAN Lion's Intercity LE basiert auf der neuen Lion's-City-Generation.

### Entwicklung
Im September 1995 stellte MAN mit dem Überlandbus vom Typ A20 seinen ersten Omnibus der zweiten Niederflurgeneration vor. Der A21 wurde 1997 als Nachfolger des Typs A10 eingeführt. Nach dem Erscheinen des Konkurrenzmodells Mercedes-Benz Citaro, dessen Gestaltung von der Fachpresse als gelungener angesehen wurde, brachte MAN 1998 eine optisch überarbeitete Serie auf den Markt. Gleichzeitig erschien mit dem A23 eine Ausführung als Gelenkbus, die den A11 ablöste. Im Jahr 2000 kamen die beiden 15 Meter langen Versionen A26 (Stadtbus) und A25 (Überlandbus) heraus. Im gleichen Jahr erschien der A76 als erster von mehreren Midibus-Varianten, die bei Göppel produziert wurden. Für den italienischen und spanischen Markt wurde 2002 der dreitürige 12-Meter-Bus A37 Lion’s Single mit stehendem Motor in Turmbauweise und Super-Single-Reifen an der Hinterachse entwickelt.
Neben der Erweiterung des Angebots um zwei Low-Entry-Ausführungen und einem Doppeldeckerbus wurden im Herbst 2004 alle bisherigen Modelle in optisch und technisch überarbeiteter Form präsentiert. Seitdem werden die Fahrzeuge unter dem Namen Lion’s City angeboten. Ende 2005 kam mit dem A47 ein 10,5 Meter langer Midibus heraus, der komplett von MAN gebaut wurde und im Gegensatz zu den Göppel-Varianten die Standardbreite von 2,5 Metern besitzt. Als Schwestermodell des Neoplan N 4522 aus der größtenteils baugleichen Serie Centroliner Evolution erschien 2006 der verlängerte Gelenkbus Lion’s City GL. Im Mai 2007 wurde der vierachsige 20,5 Meter lange Gelenkbus Lion’s City GXL vorgestellt. Da das Kaufinteresse jedoch unter den Erwartungen lag, ging das Modell nicht in Serie. Der Vorführwagen wurde als einziges gebautes Exemplar an die Verkehrsbetriebe der Stadt St. Gallen verkauft. Die dem Hochflur-Fahrzeug Lion’s Classic ähnlich sehenden Low-Entry-Busse Lion’s City T und TÜ wurden 2008 an das Design der restlichen Modellpalette angepasst und in Lion’s City LE bzw. LE Ü umbenannt. Seit 2009 ist das für den schwedischen Markt konzipierte 13,7 Meter lange Modell Lion’s City C verfügbar. Neben diesem Modell wurden die dreiachsigen Modelle, mit Ausnahme des Lion’s City DD, ebenfalls durch Low-Entry-Varianten ergänzt.
Seit 2012 ist mit Ausnahme der Gelenkbusvarianten ein zuerst aufpreispflichtiges ESP verfügbar. Ein Jahr später floss es in die Serienausstattung ein.
Im Juli 2017 wurde eine neue Generation angekündigt, die auf einer komplett neu entwickelten Stadtbusplattform basieren soll und ein neues Design aufweist. Prototypen waren u. a. bei der VAG in Nürnberg und bei der Verkehr und Wasser in Oldenburg im Einsatz. Im Mai 2018 kündigte MAN die Verschiebung des Serienanlaufs auf 2019 an.
Im Oktober 2023 wurde der neue MAN Lion’s City 12 E LE auf der Busworld Europe 2023 vorgestellt. Das Fahrzeug basiert auf dem elektrischen 12-Meter-Solobus mit Zentralantrieb und modularen Batterien und bietet Platz für bis zu 41 Fahrgastsitze.
Außerdem wurde bekannt gegeben, dass alle Lion’s-City-Modelle ab dem Modelljahr 2024 auf Basis einer neuen Elektronikplattform gebaut werden. Damit wurde auch der neue Fahrerarbeitsplatz eingeführt. Dieser bietet ein 12-Zoll-Zentraldisplay, das vollkommen digital ausgeführt ist und über einen zentralen Mitteilungsbereich mit sich überlagernden Infoebenen verfügt. Optional kann auch das neue Multifunktionslenkrad bestellt werden, über das viele Funktionen bedient werden können. Erstmals lässt sich das Lenkrad auch zur besseren Bewegungsfreiheit des Fahrers vollständig nach oben klappen.

### Produktion
Die meisten MAN-Niederflurbusse wurden im polnischen Werk Starachowice gefertigt. Die Doppeldeckerbusse Lion’s City DD wurden im MAN-Reisebuswerk Plauen gebaut und anschließend nach Pilsting zu Viseon bzw. nach Berlin zur BVG überführt, wo die Innenausstattung erfolgte. Die beiden Low-Entry-Varianten Lion’s City LE und LE Ü kommen aus Ankara (Türkei). Die ab 1998 in Posen angesiedelte Endmontage von Stadtbussen wurde 2016 nach Starachowice verlagert, wo zuvor ab 2001 nur der Rohbau stattfand.
Die ursprünglich am Standort Salzgitter konzentrierte Produktion von MAN-Niederflurbussen wurde Mitte 2008 eingestellt. Dort wurden zuletzt noch zwischen 200 und 300 Lion’s City pro Jahr fertiggestellt, zumeist Fahrzeuge mit alternativen Antrieben und/oder Sonderausstattung. Bis 2016 wurden in Salzgitter lediglich noch Fahrgestelle für Hochflurbusse gebaut. Ab 2004 kam die überwiegende Anzahl von Stadtbussen aus Polen.

## Ausführungen
Die Lion’s City-Modellreihe umfasst die folgenden Ausführungen. Bis zur Einführung der überarbeiteten Versionen unter dem Namen Lion’s City im Jahr 2004 wurden die Busse unter der angegebenen Modellbezeichnung verkauft, deren dreistellige Nummer abzüglich 3 der Motorleistung in PS entspricht (so steht beispielsweise NG 363 für Niederflur-Gelenkbus mit einer Motorleistung von 360 PS).
| Bezeichnung                                 | Typ           | Modell         | Ausführung            | Länge                                | Breite   | Höhe     | Achsen | Türen   |
| ------------------------------------------- | ------------- | -------------- | --------------------- | ------------------------------------ | -------- | -------- | ------ | ------- |
| Lion’s City                                 | A213          | NL xx3         | Solobus               | 11.980 mm                            | 2.500 mm | 2.880 mm | 2      | 2, 3    |
| Lion’s City                                 | A371,3        | NL xx3         | Solobus               | 11.980 mm                            | 2.500 mm | 2.880 mm | 2      | 2, 3    |
| Lion’s City Ü                               | A203          | NÜ xx3         | Überlandbus           | 11.980 mm                            | 2.500 mm | 2.880 mm | 2      | 2       |
| Lion’s City G                               | A233          | NG xx3         | Gelenkbus             | 17.980 mm                            | 2.500 mm | 2.887 mm | 3      | 3, 4    |
| Lion’s City GL                              | A403,4        | NG xx3-18,75 m | Gelenkbus, lang       | 18.750 mm                            | 2.500 mm | 2.880 mm | 3      | 3, 4, 5 |
| Lion’s City GXL                             | A433          | NG 363-20,5 m  | Gelenkbus, extra-lang | 20.450 mm                            | 2.500 mm | 2.880 mm | 4      | 4       |
| Lion’s City M                               | A662,3 A762,3 | NM 2x3.2       | Low-Entry-Midibus     | 8.610 mm 9.575 mm 9.775 mm 10.490 mm | 2.380 mm | 2.880 mm | 2      | 2       |
| Lion’s City M                               | A351,2,3      | NM 2x3.3       | Midibus               | 9.130 mm 9.695 mm 10.395 mm          | 2.380 mm | 2.880 mm | 2      | 2, 3    |
| Lion’s City M                               | A471,3        | NL 2x3-10,5 m  | Midibus               | 10.500 mm                            | 2.500 mm | 2.880 mm | 2      | 2, 3    |
| Lion’s City M                               | A222,3        | NL xx3-yy,y m  | Midibus               | 10.500 mm 11.210 mm                  | 2.500 mm | 2.880 mm | 2      | 2, 3    |
| Lion’s City C                               | A363          | NL 3x3-13,7 m  | Solobus               | 13.680 mm                            | 2.500 mm | 2.880 mm | 3      | 2, 3    |
| Lion’s City L (bis 2009: Lion’s City LL)    | A263          | NL 3x3-15 m    | Solobus               | 14.705 mm                            | 2.500 mm | 2.880 mm | 3      | 2, 3    |
| Lion’s City ÜLL                             | A253          | NÜ xx3-15 m    | Überlandbus, lang     | 14.705 mm                            | 2.500 mm | 2.880 mm | 3      | 2, 3    |
| Lion’s City LE (bis 2008: Lion’s City T)    | A781,3        | EL 2x3         | Low-Entry-Bus         | 11.857 mm                            | 2.550 mm | 3.128 mm | 2      | 2, 3    |
| Lion’s City LE Ü (bis 2008: Lion’s City TÜ) | A781,3        | EL 2x3         | Low-Entry-Überlandbus | 11.950 mm                            | 2.550 mm | 3.128 mm | 2      | 2       |
| Lion's City DD (Weltweit)                   | A482,3 A952,3 | ND 3x3         | Doppeldeckerbus       | 12.000 mm                            | 2.550 mm | 4.300 mm | 3      | 3       |
| Lion’s City DD (Berlin)                     | A393          | ND 3x3         | Doppeldeckerbus       | 13.730 mm                            | 2.550 mm | 4.060 mm | 3      | 3       |
| Lion’s City GL LE                           | A493          |                | Low-Entry-Gelenkbus   | 18.750 mm                            | 2.550 mm | mm       | 3      | 3, 4, 5 |
| Lion’s City 10 E                            | 10E5          |                | Elektro-Midibus       | 10.575 mm                            | 2.550 mm | 3.320 mm | 2      | 2, 3    |
| Lion’s City 12                              | 12C5          |                | Solobus               | 12.185 mm                            | 2.550 mm | 3.060 mm | 2      | 2, 3    |
| Lion’s City 12 E                            | 12E5          |                | Elektro-Solobus       | 12.185 mm                            | 2.550 mm | 3.295 mm | 2      | 2, 3    |
| Lion’s City 12 E LE                         | 12E LE5,6     |                | Low-Entry-Elektrobus  | 12.185 mm                            | 2.550 mm |          | 2      |         |
| Lion’s City 12 G                            | 12G5          |                | CNG-Solobus           | 12.185 mm                            | 2.550 mm | 3.320 mm | 2      | 2, 3    |
| Lion’s City 18                              | 18C5          |                | Gelenkbus             | 18.060 mm                            | 2.550 mm | 3.060 mm | 3      | 3, 4    |
| Lion’s City 18 E                            | 18E5          |                | Elektro-Gelenkbus     | 18.100 mm                            | 2.550 mm | 3.295 mm | 3      | 3, 4    |
| Lion’s City 18 G                            | 18G5          |                | CNG-Gelenkbus         | 18.060 mm                            | 2.550 mm | 3.320 mm | 3      | 3, 4    |
| Lion’s City 19                              | 19C5          |                | Gelenkbus, lang       | 18.750 mm                            | 2.550 mm | 3.055 mm | 3      | 3, 4    |
| Lion’s City 19 G                            | 19G5          |                | CNG-Gelenkbus, lang   | 18.750 mm                            | 2.550 mm | 3.295 mm | 3      | 3, 4    |

Maße ohne Außenspiegel und Klimaanlage
1 stehender Motor, 2 Göppel-Aufbau, 3 Produktion eingestellt, 4 Bezeichnung ab Oktober 2011, 5 neue Lion's-City-Generation, 6 noch nicht in Auslieferung
Die Midibusse mit Göppel-Aufbau wurden ab Herbst 2005 (A35) bzw. Sommer 2007 (A66/A76) im Lion’s-City-Design angeboten. Die Ausführungen im alten Design wurden unter dem Namen Lion’s Midi vermarktet. Göppel bot außerdem Umbauten zu Busanhänger-Zugfahrzeugen an.

## Antrieb
Neben Dieselmotoren ist der Lion’s City von Anfang an auch mit Erdgas- und Flüssiggas-Motoren erhältlich. Bei Bussen mit Erdgasantrieb war MAN Marktführer. Eine größere Flotte von Erdgasfahrzeugen ist z. B. bei HTM (Rotterdam), Veolia und Connexxion in den Niederlanden, bei Arriva in Schweden, bei Tide Buss in Norwegen oder bei den Stadtwerken Augsburg (ausschließlich mit Erdgasfahrzeugen) und der VAG in Nürnberg im Einsatz. Der Fuhrpark der Wiener Linien bestand zeitweise ausschließlich aus Flüssiggasfahrzeugen, davon war ein Großteil von MAN.
Daneben war MAN an mehreren Pilotprojekten zu Niederflurbussen mit Brennstoffzelle oder Wasserstoff-Verbrennungsmotor beteiligt. Von 2006 bis 2009 liefen anlässlich des europäischen Projekts HyFleet CUTE zuletzt 14 Lion’s City H2 mit Wasserstoff-Verbrennungsmotor bei den Berliner Verkehrsbetrieben (BVG). Sie legten etwa 8500 Kilometer zurück und hatten im Laufe des Jahres 2006 in Berlin-Spandau den regulären Linienbetrieb aufgenommen. 2009 teilte der Hersteller MAN mit, wegen vermehrter Defekte das Projekt aufzugeben.
In den Jahren 2001/2002 testete MAN in Nürnberg den ersten diesel-elektrischen Hybridbus mit Ultrakondensatoren im Linieneinsatz. Von 2005 bis 2008 fanden weitere Versuchsbetriebe mit weiterentwickelten Prototypen statt. Nachdem ab 2010 Vorserienfahrzeuge u. a. in München und Wien im Einsatz waren, begann im Jahr 2011 die Serienproduktion des Lion’s City Hybrid. Die Gelenkbus-Variante Lion’s City G Hybrid war für 2012 geplant, erschien jedoch nicht.
Seit 2018 wird für Solo- und Gelenkfahrzeuge mit D15 Verbrennungsmotor eine Mildhybrid-Variante mit serienmäßiger Start-Stopp-Automatik angeboten. Dieses System wird von MAN als EfficientHybrid bezeichnet. Im Gegensatz zu früheren Ansätzen ist das Hybridsystem hierbei wesentlich vereinfacht worden, was eine Amortisierung der höheren Anschaffungskosten beim Betreiber ohne staatliche Förderprogramme über die Kraftstoffeinsparungen ermöglichen soll. Das System basiert auf einen Kurbelwellen Starter Generator, der an die Antriebsseite des Verbrennungsmotors angeflanscht ist. Die rekuperierte Bremsenergie wird in einem Ultracap Modul auf dem Dach gespeichert. Die Ultracaps können bei Abschaltung des Verbrennungsmotors durch die Start-Stopp-Automatik die Bordversorgung aufrechterhalten und den Motor über den Kurbelwellen Starter Generator wieder starten. In Beschleunigungsphasen wird der Verbrennungsmotor durch den Kurbelwellen Starter Generator entlastet. Da das System auf 48-V-Technik basiert, kann auf größere Aufwände die bei Hochvolttechnik nötig wären, verzichtet werden.
Im Frühjahr 2021 erzielte ein Elektrobus in einem simulierten Fahrgasteinsatz eine Reichweite von 550 km. Erreicht wurde dieser Rekord mit einem Lion’s City 12 E, der dabei die neuen Batterien mit einer Kapazität 480 kWh verwendete. Der Grundpreis eines Lion’s City 12 E liegt bei etwa 530.000 Euro.
Auf der HUSUM Wind 2021 wurde ein umgebauter MAN Lion’s City vorgestellt, der vom schleswig-holsteinischen Start-up-Unternehmen „I SEE Electric Busses“ auf dem GreenTEC-Campus umgerüstet wird. Mit einer kompletten Erneuerung und Umrüstung der elektrisch angetriebenen Hinterachse durch Radnabenmotoren wird der Bus für etwa 350.000 Euro angeboten. Die Laufleistung mit dem Elektroantrieb soll eine Million Kilometer betragen.

### Motoren
In kursiver Schrift gesetzte Varianten werden nicht mehr angeboten:
Dieselmotoren, liegend
- D 2066 LUH, 6-Zylinder-Reihen-Dieselmotor, 10.518 cm³ Hubraum:
  - 206 kW (280 PS), 235 kW (320 PS), 265 kW (360 PS) bei 1.900 min−1 (Euro 5/EEV, Euro 6[2])
  - 199 kW (270 PS) bei 1.900 min−1; 228 kW (310 PS), 257 kW (350 PS) bei 1.700 min−1 (Euro 4)
- D 2866 LUH, 6-Zylinder-Reihen-Dieselmotor, 11.967 cm³ Hubraum:
  - 191 kW (260 PS), 228 kW (310 PS), 265 kW (360 PS) bei 1.900 min−1 (Euro 3; Euro 4)
  - 191 kW (260 PS), 228 kW (310 PS), 257 kW (350 PS) bei 2.000 min−1 (Euro 2)
- D 0836 LUH, 6-Zylinder-Reihen-Dieselmotor, 6.871 cm³ Hubraum, 162 kW (220 PS), 206 kW (280 PS) bei 2.400 min−1 (Euro 3)
- D 0826 LUH, 6-Zylinder-Reihen-Dieselmotor, 6.871 cm³ Hubraum, 162 kW (220 PS), 191 kW (260 PS) bei 2.300 min−1 (Euro 2)

Dieselmotoren, stehend
- D 0836 LOH, 6-Zylinder-Reihen-Dieselmotor, 6.871 cm³ Hubraum:
  - 184 kW (250 PS), 213 kW (290 PS) bei 2.300 min−1 (Euro 5/EEV, Euro 6[2])
  - 176 kW (240 PS), 206 kW (280 PS) bei 2.300 min−1 (Euro 4)
  - 162 kW (220 PS), 176 kW (240 PS), 206 kW (280 PS) bei 2.400 min−1 (Euro 3)
- D 0826 LOH, 6-Zylinder-Reihen-Dieselmotor, 6.871 cm³ Hubraum:
  - 162 kW (220 PS) bei 2.400 min−1; 191 kW (260 PS) bei 2.300 min−1 (Euro 2)

Erdgasmotoren (CNG), liegend
- E 2876 LUH, 6-Zylinder-Reihen-Erdgasmotor, 12.816 cm³ Hubraum, 200 kW (272 PS), 228 kW (310 PS) bei 2.000 min−1 (EEV, Euro 6[2])
- E 2866 DUH, 6-Zylinder-Reihen-Erdgasmotor, 11.967 cm³ Hubraum, 180 kW (245 PS) bei 2.200 min−1 (EEV)

Flüssiggasmotoren (LPG), liegend, nicht mehr erhältlich
- G 2876 DUH, 6-Zylinder-Reihen-Flüssiggasmotor, 12.816 cm³ Hubraum, 200 kW (272 PS) bei 2.200 min−1 (EEV)
- G 2866 DUH, 6-Zylinder-Reihen-Flüssiggasmotor, 11.967 cm³ Hubraum, 175 kW (238 PS) bei 2.200 min−1 (EEV)

### Getriebe
- 6-Gang-Automatikgetriebe ZF EcoLife
- 6-Gang-Automatikgetriebe ZF Ecomat (seit 2010 nicht mehr erhältlich)
- 4-Gang-Automatikgetriebe Voith Diwa
- 4-Gang-Automatikgetriebe Renk (nicht mehr erhältlich)

## Ausstattung
Die Fahrzeuge sind als Links- und Rechtslenker verfügbar und können z. B. mit einer Rollstuhlrampe, mit Klimaanlage, Videoüberwachung, einer Absenkungsfunktion (Kneeling) und/oder einem Fahrgastzählgerät ausgerüstet werden.
Der Lion’s City ist serienmäßig mit einem eigens von MAN entwickelten Fahrerarbeitsplatz ausgestattet, da das Unternehmen Continental (ehemals VDO) als Monopolist auf diesem Gebiet den Preis des Standard-VDV-Arbeitsplatzes praktisch frei bestimmen kann. Gegen Aufpreis war auch das VDV-II-Cockpit erhältlich. Seit der neuen Lion's-City-Generation ab 2019 ist es nicht mehr möglich, ein VDV-II-Cockpit zu bestellen.

## Galerie

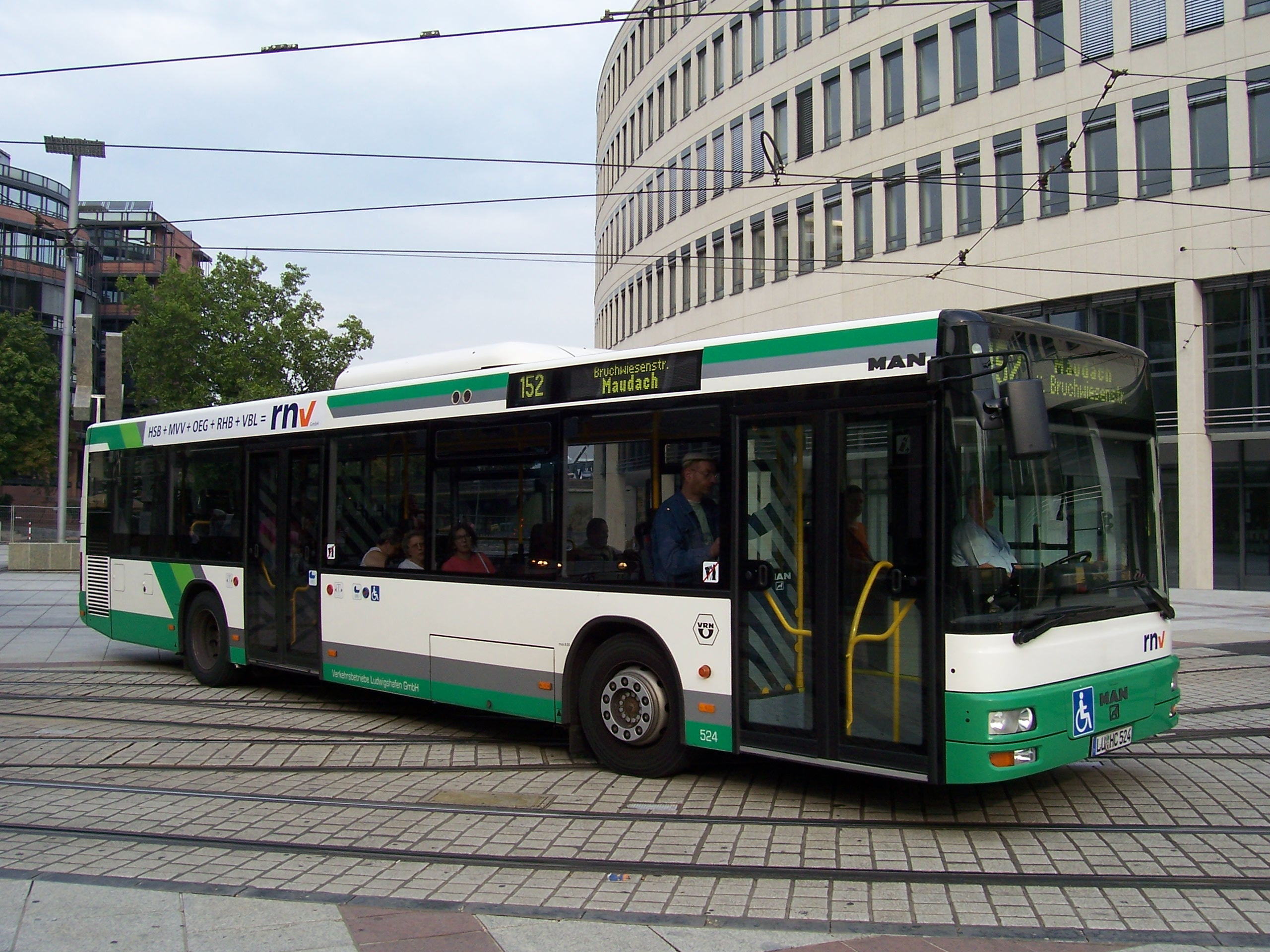
MAN A21
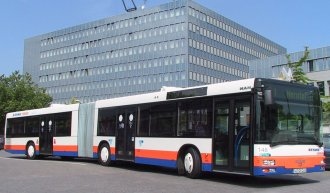
MAN A23
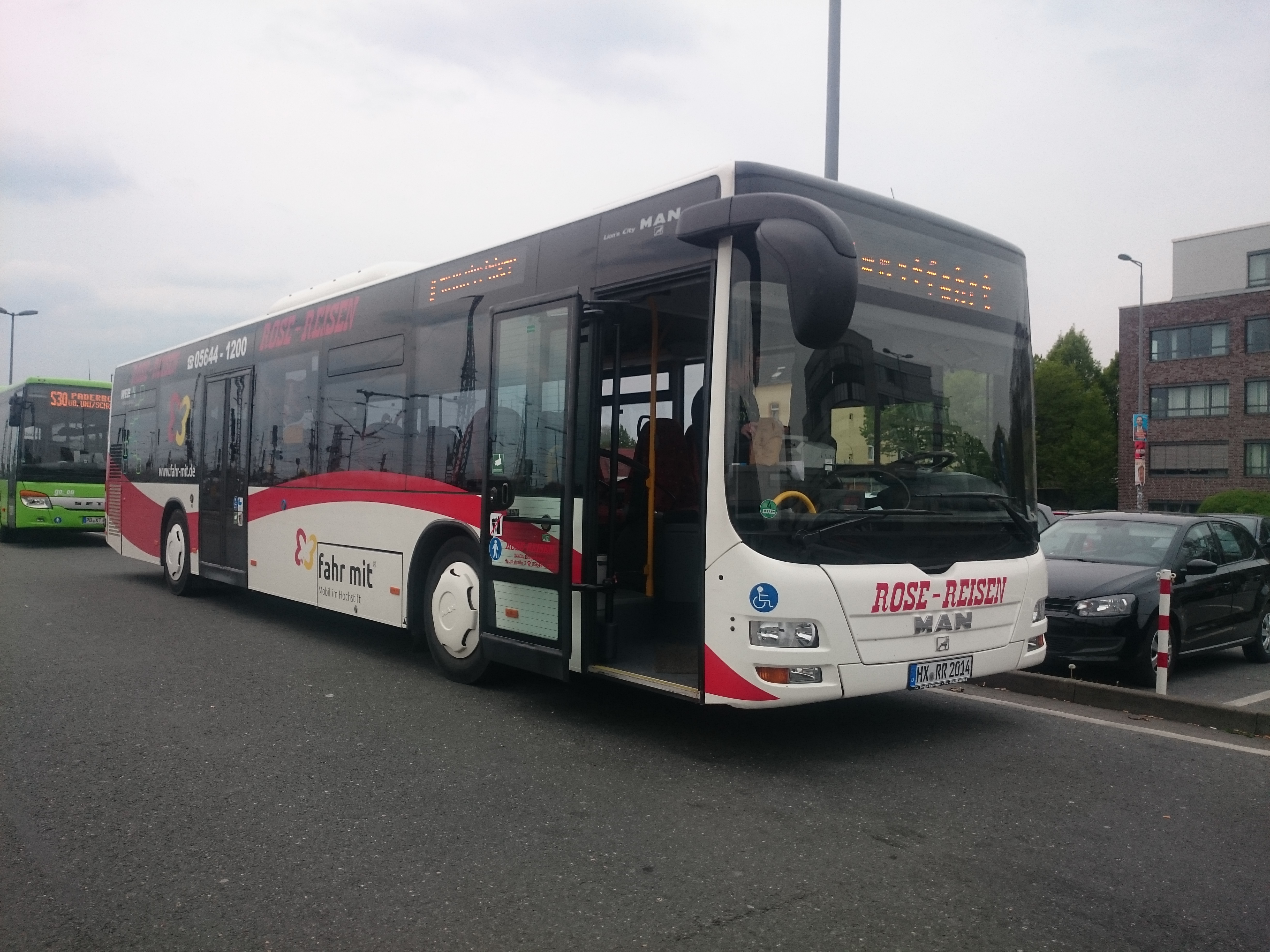
MAN Lion’s City A20 Ü
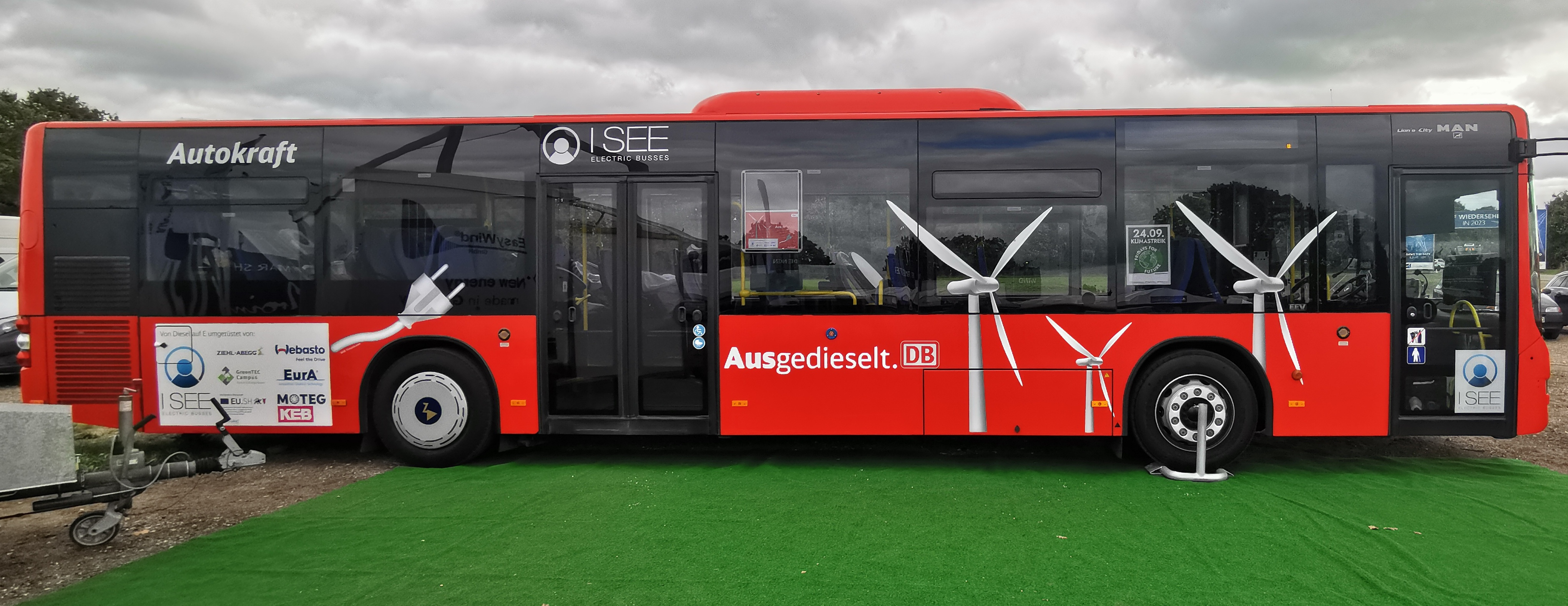
MAN Lion’s City A20 mit umgerüstetem Elektroantrieb der Autokraft
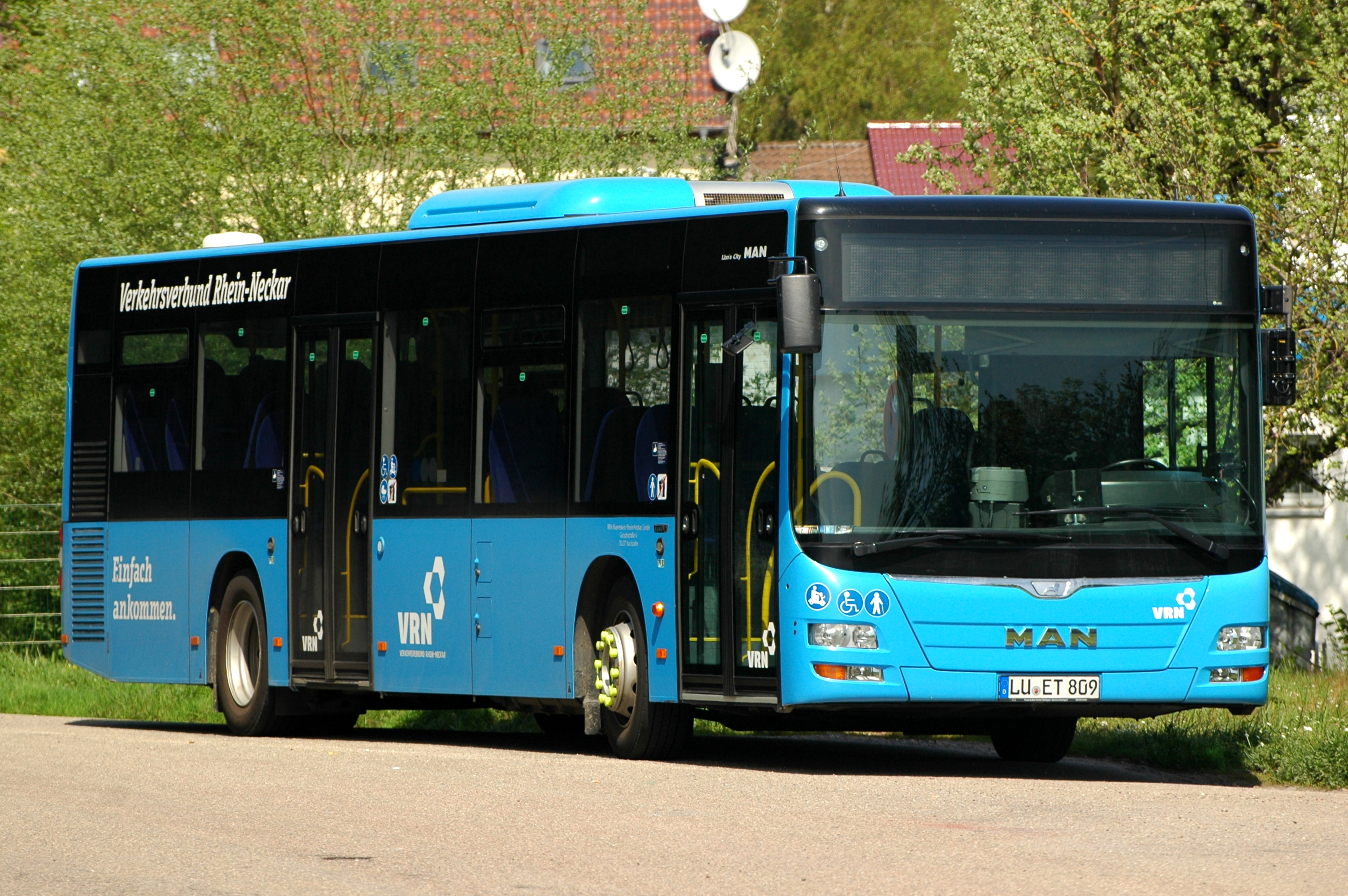
MAN Lion's City A21
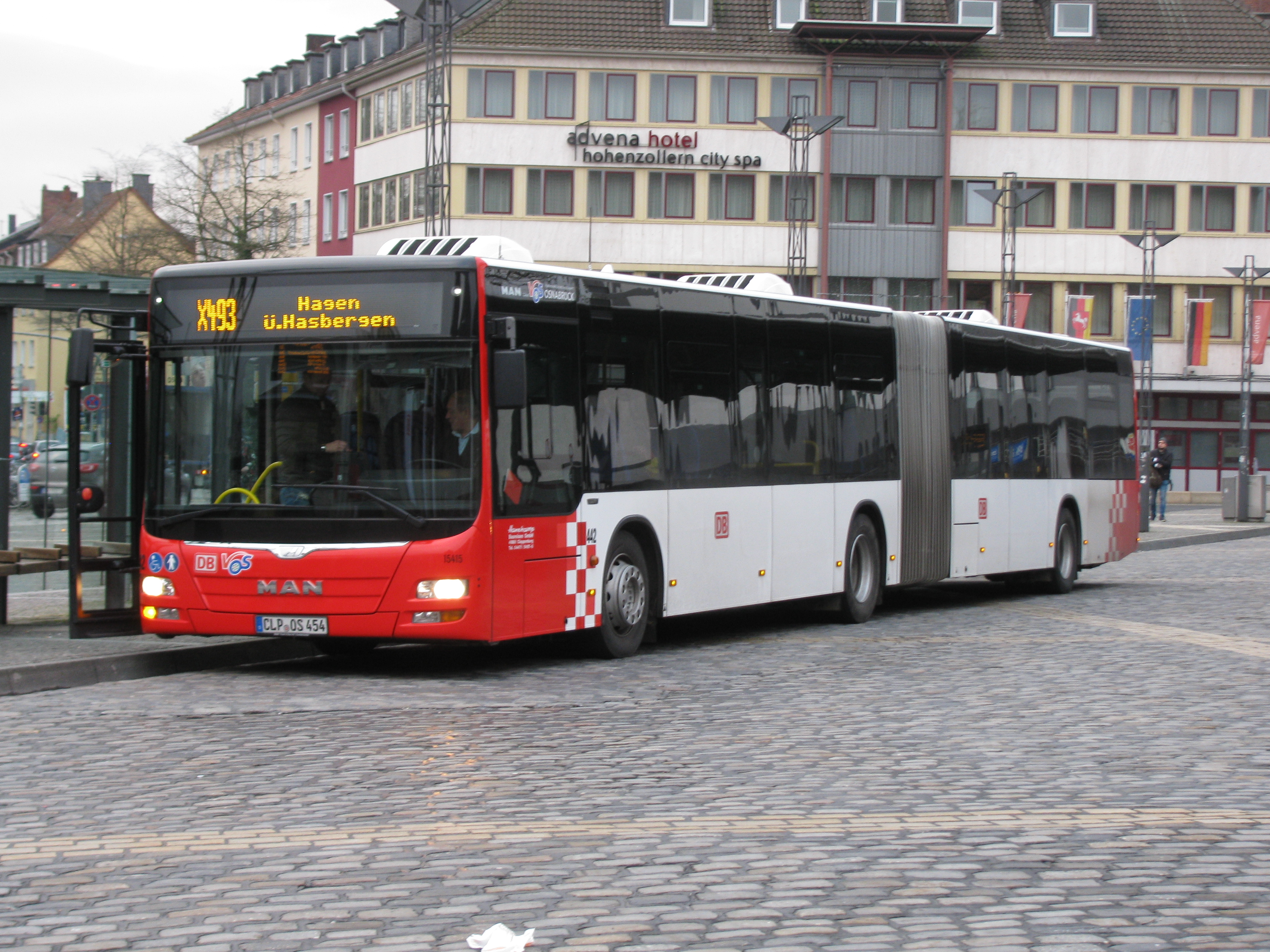
MAN Lion's City A23
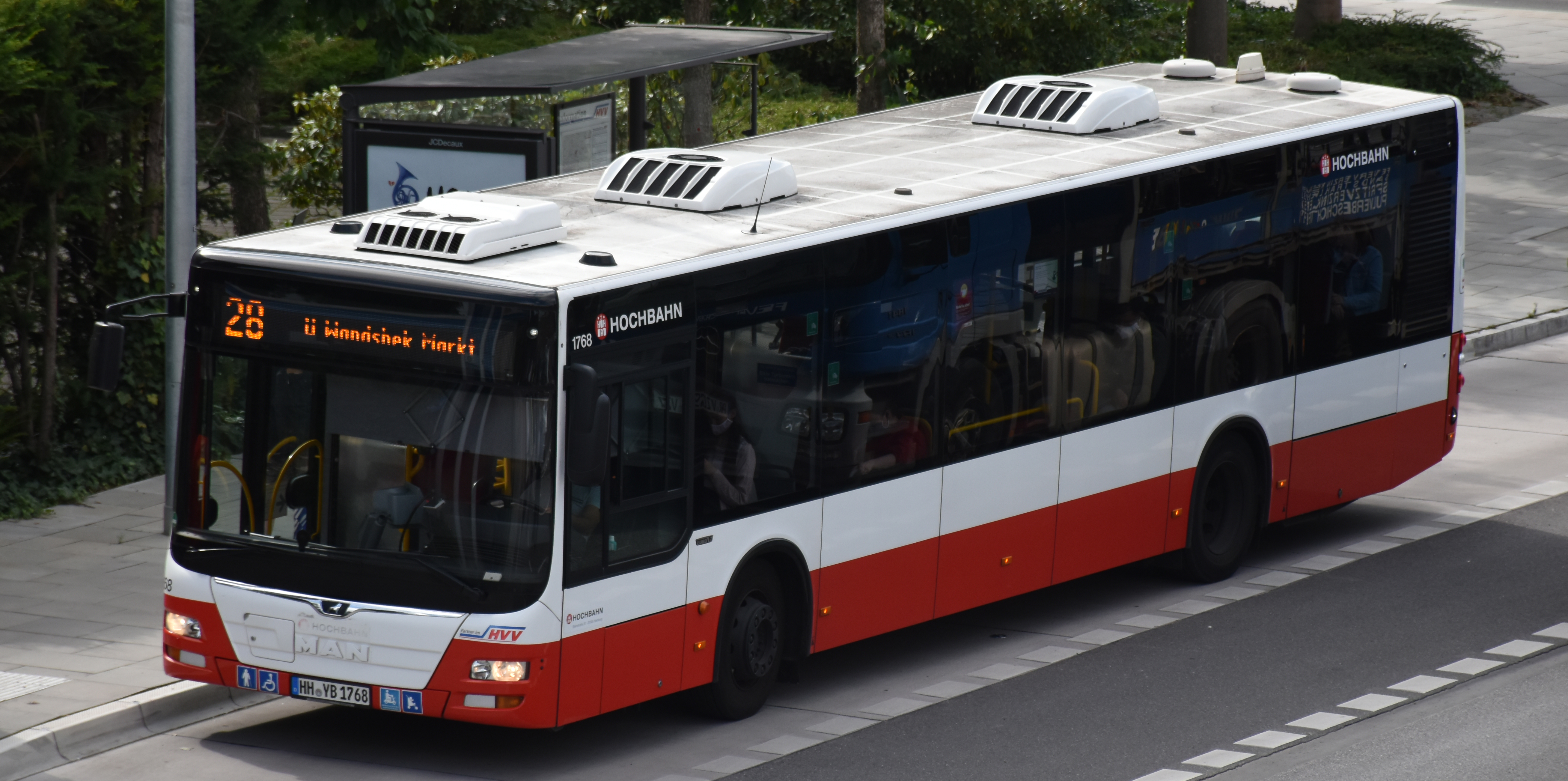
MAN Lion's City A37
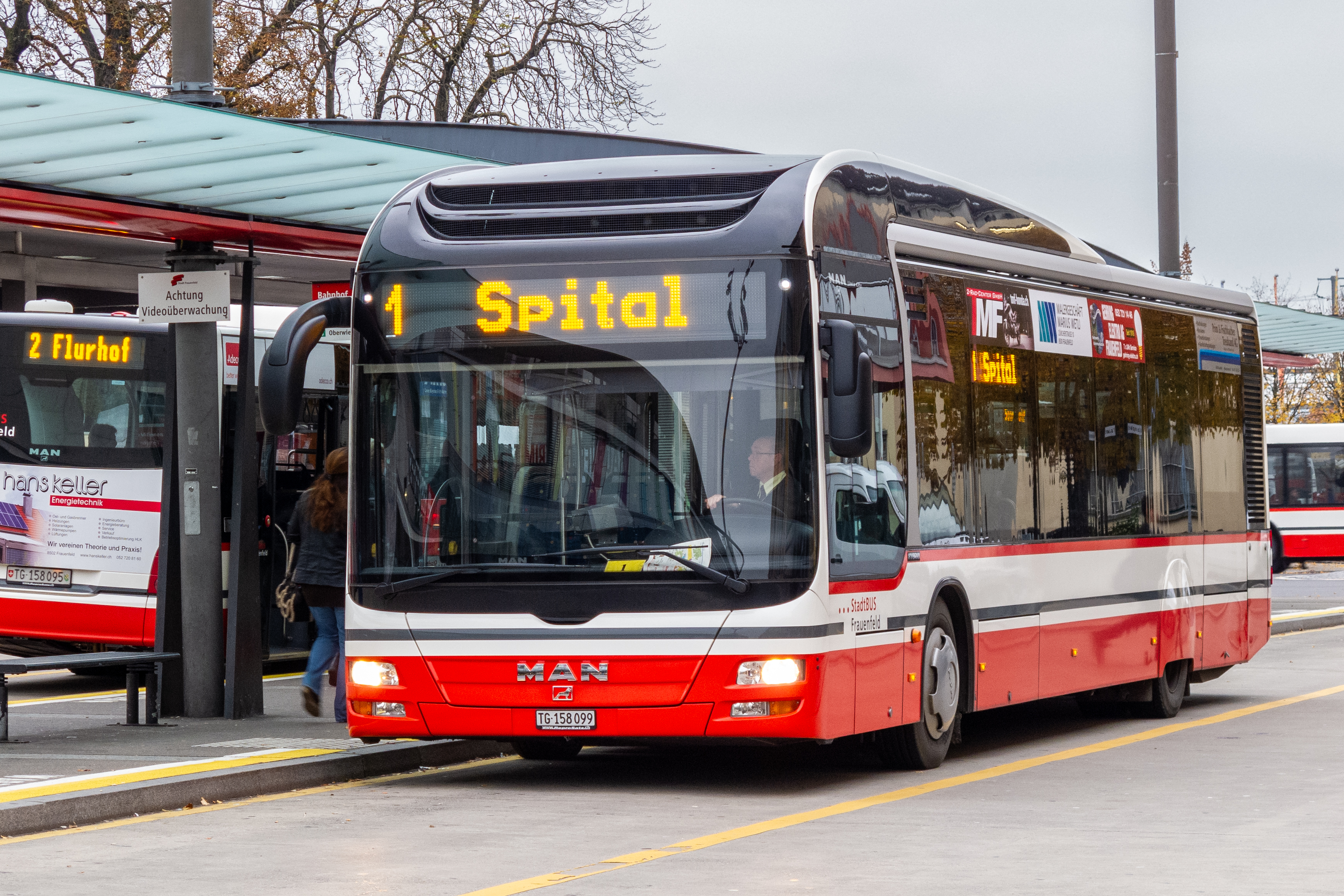
MAN Lion's City A37 Hybrid
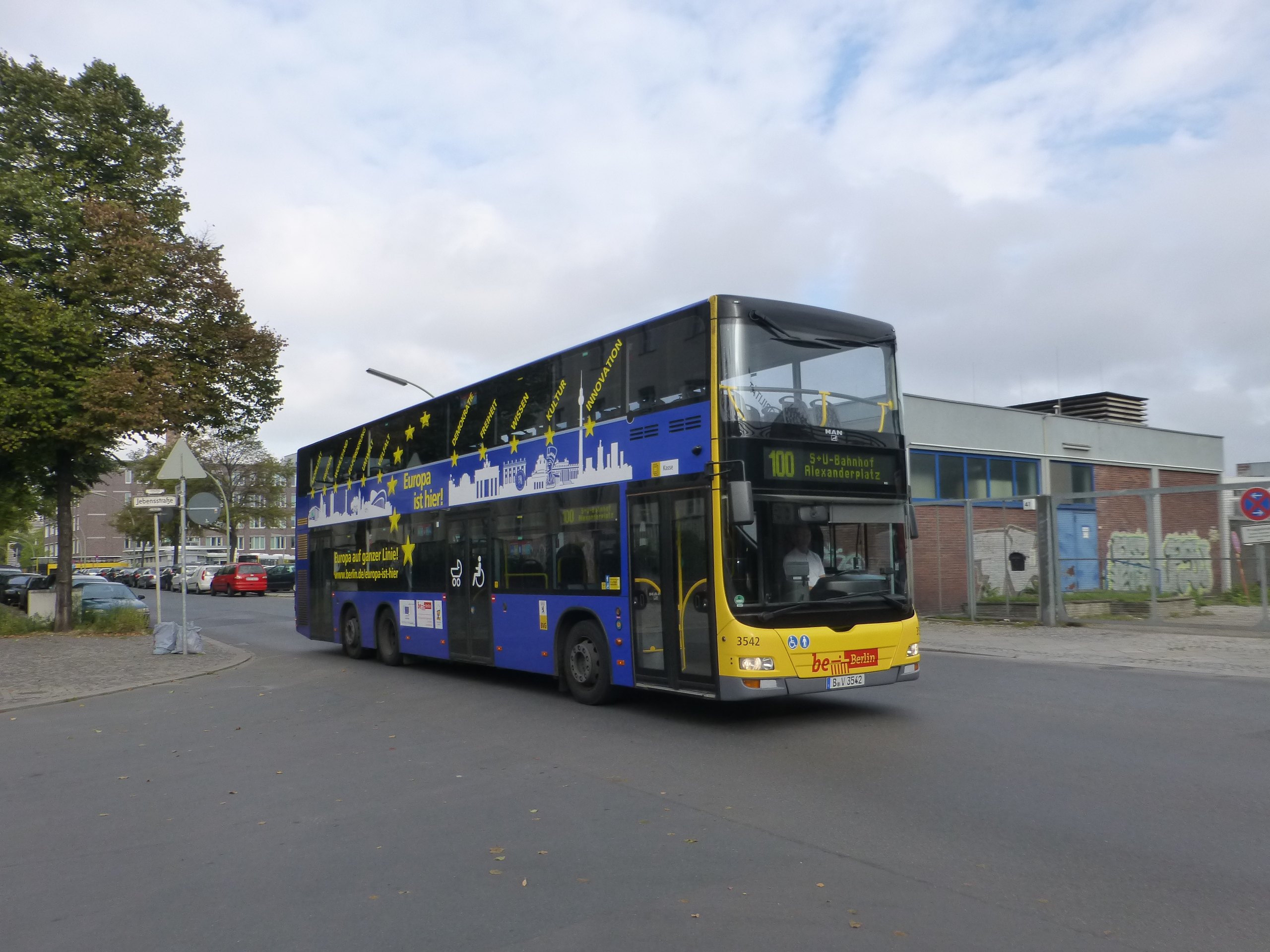
MAN Lion’s City A39 DD
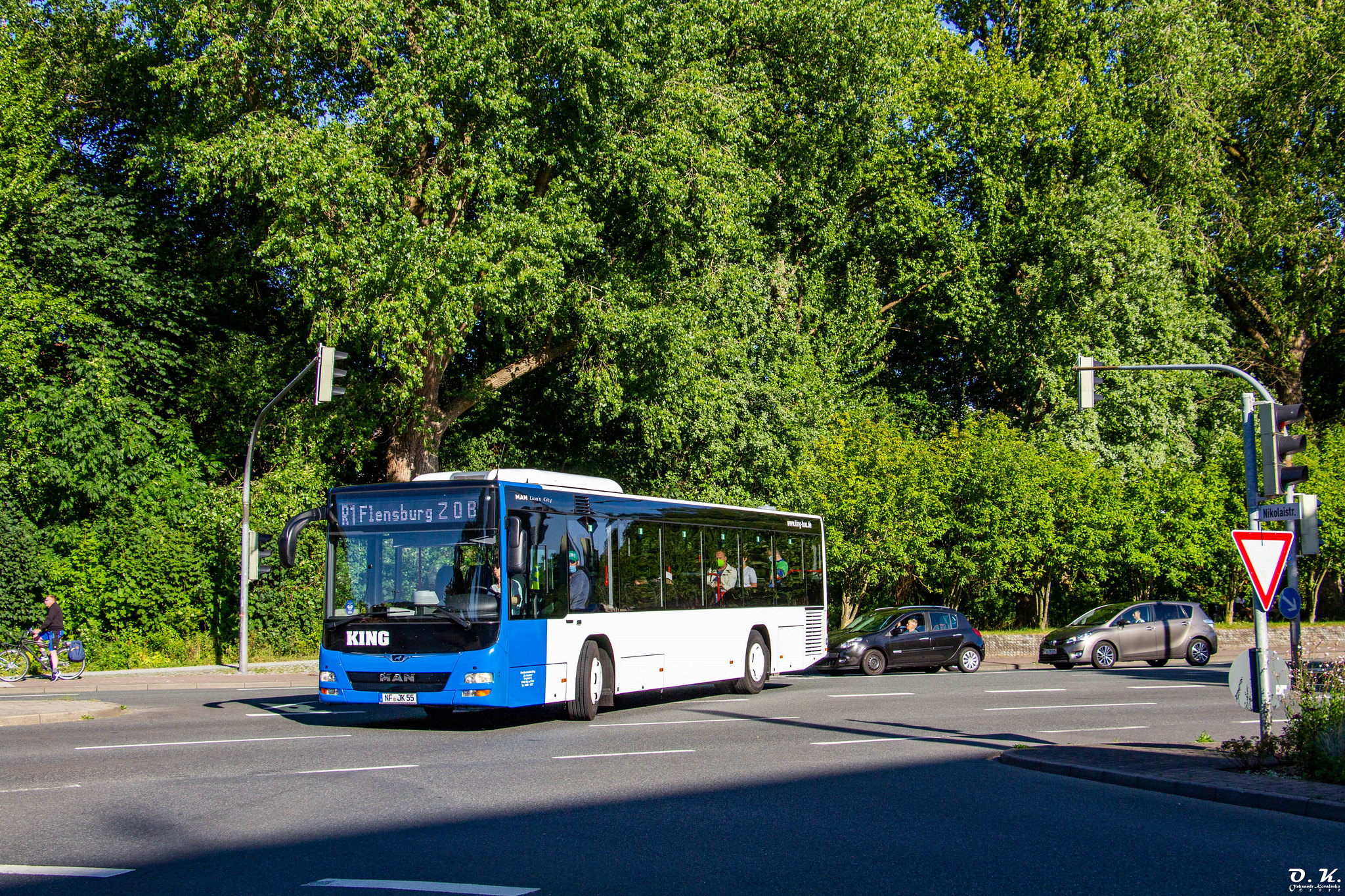
MAN A78 Lion's City LE
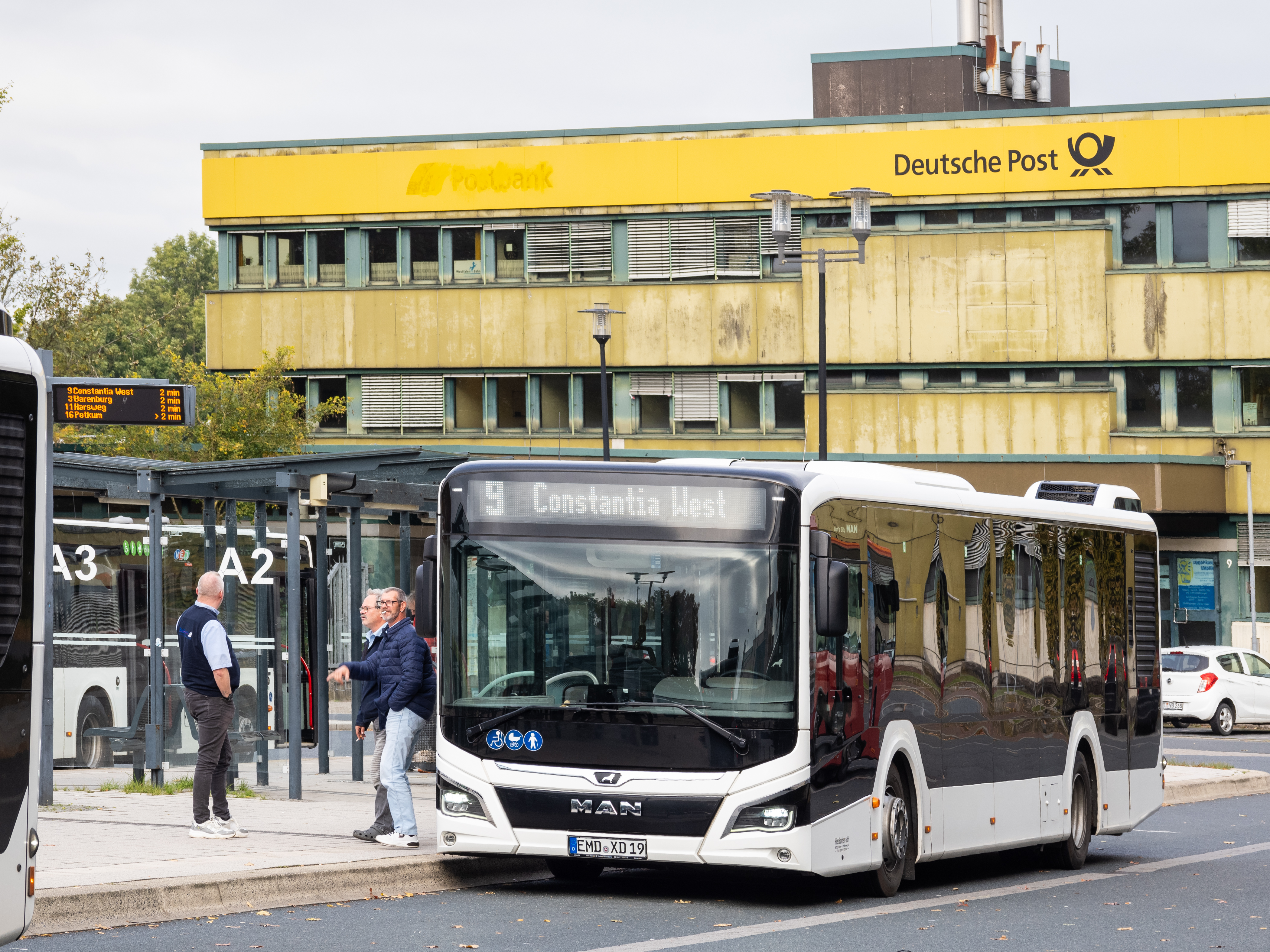
MAN Lion's City 12C EfficientHybrid
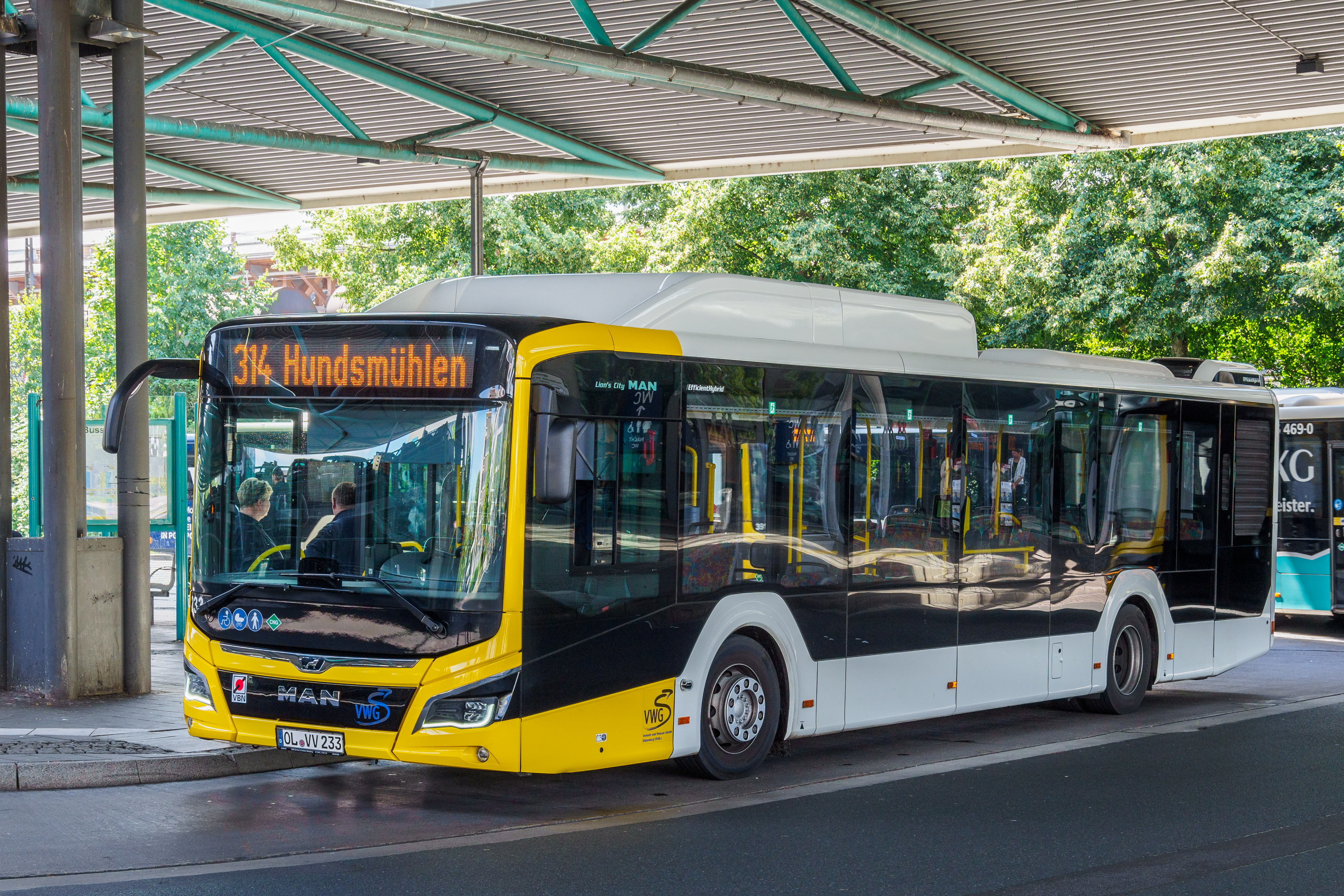
MAN Lion's City 12G
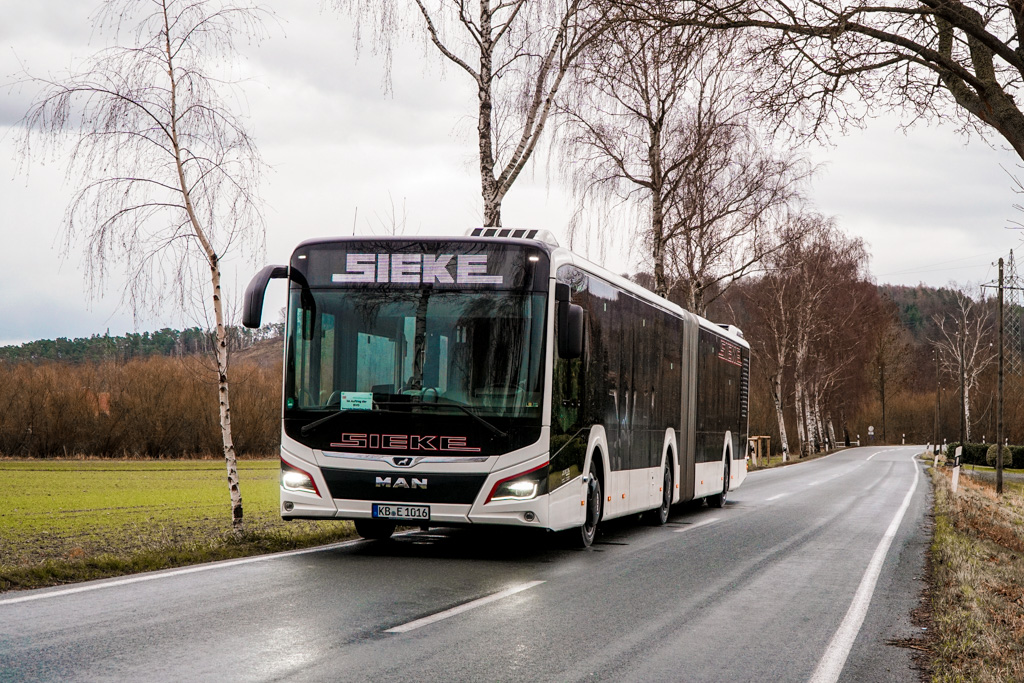
MAN Lion's City 18C EfficientHybrid
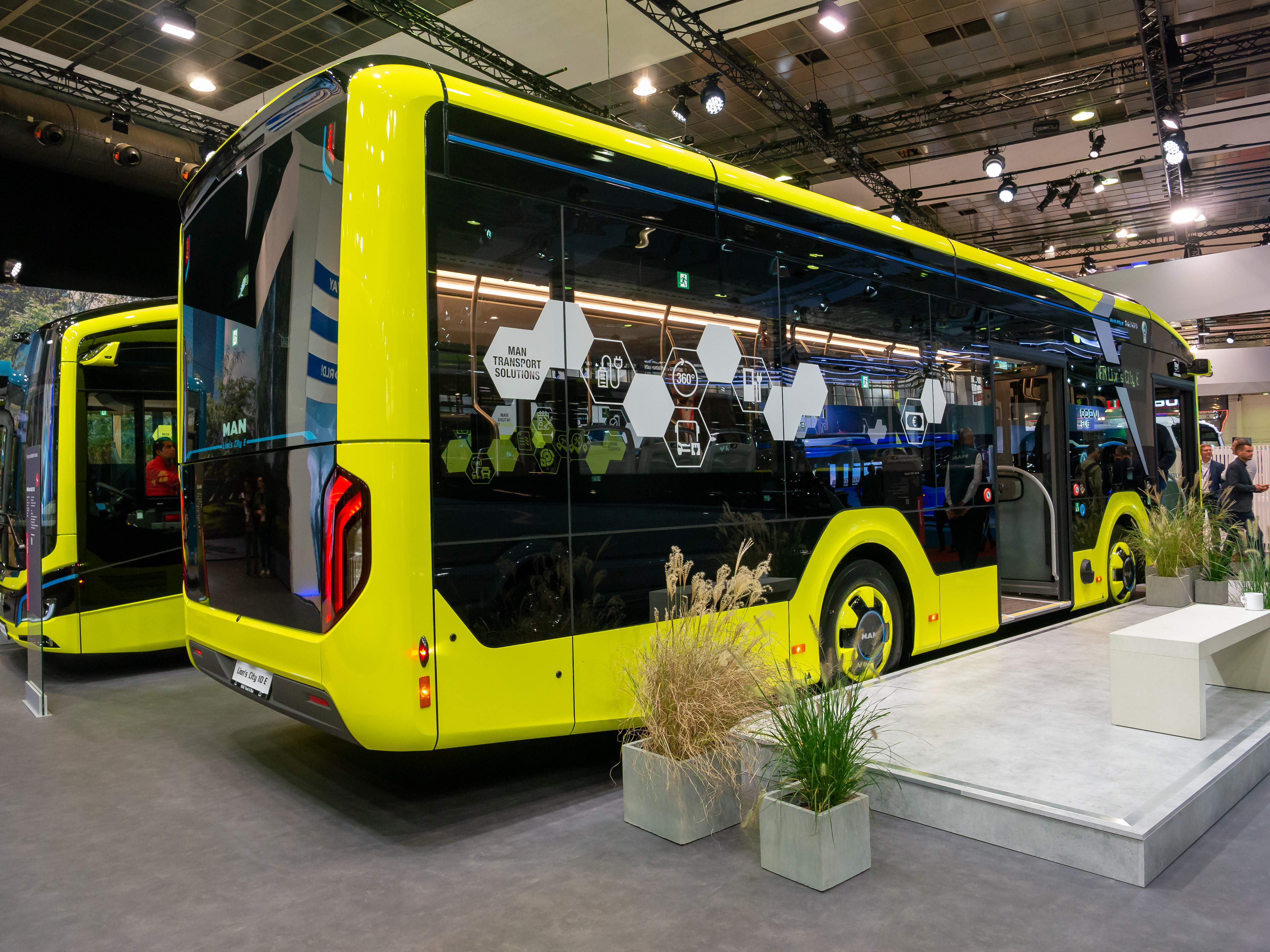
MAN Lion's City 10E
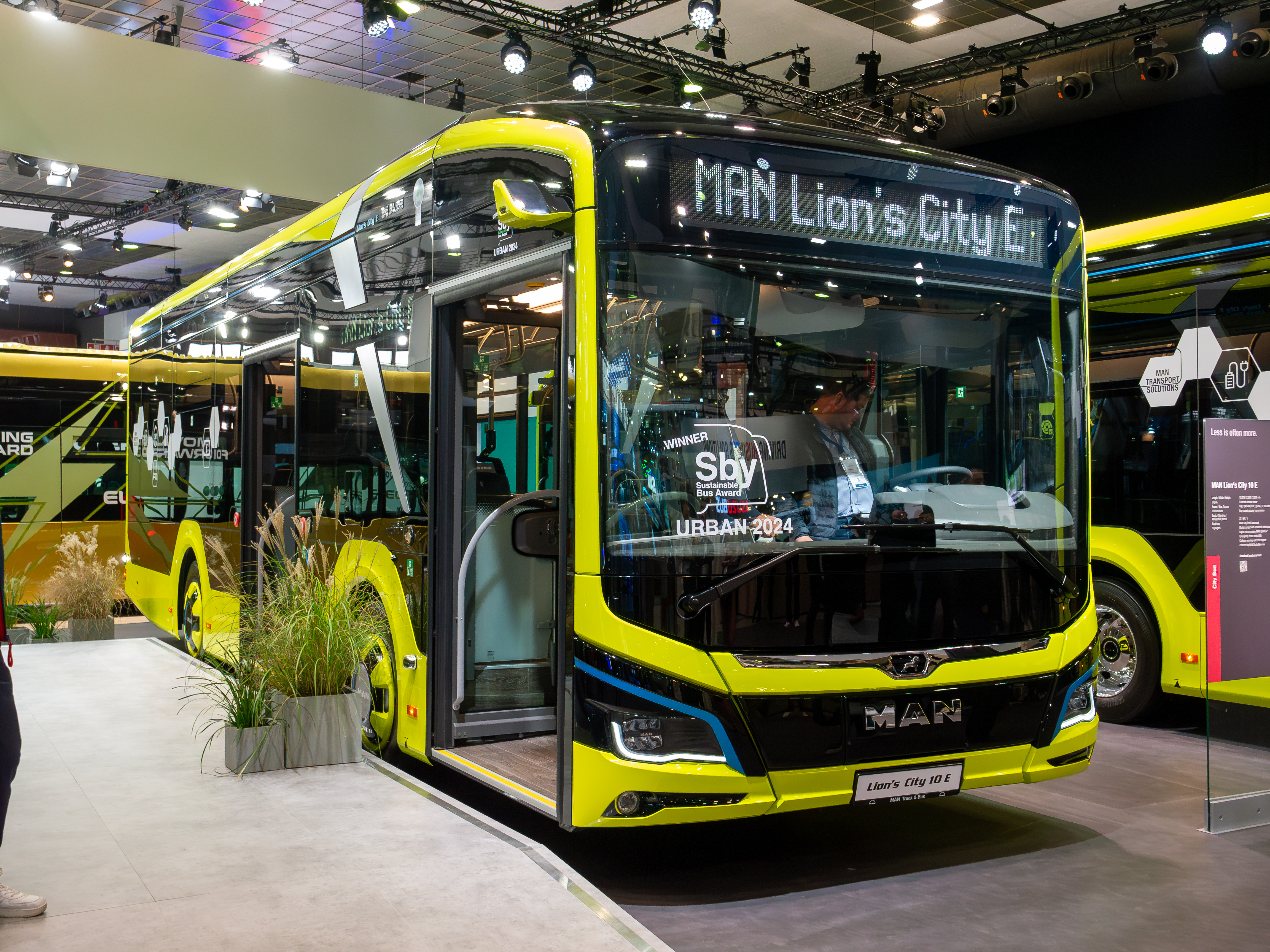
MAN Lion's City 10E
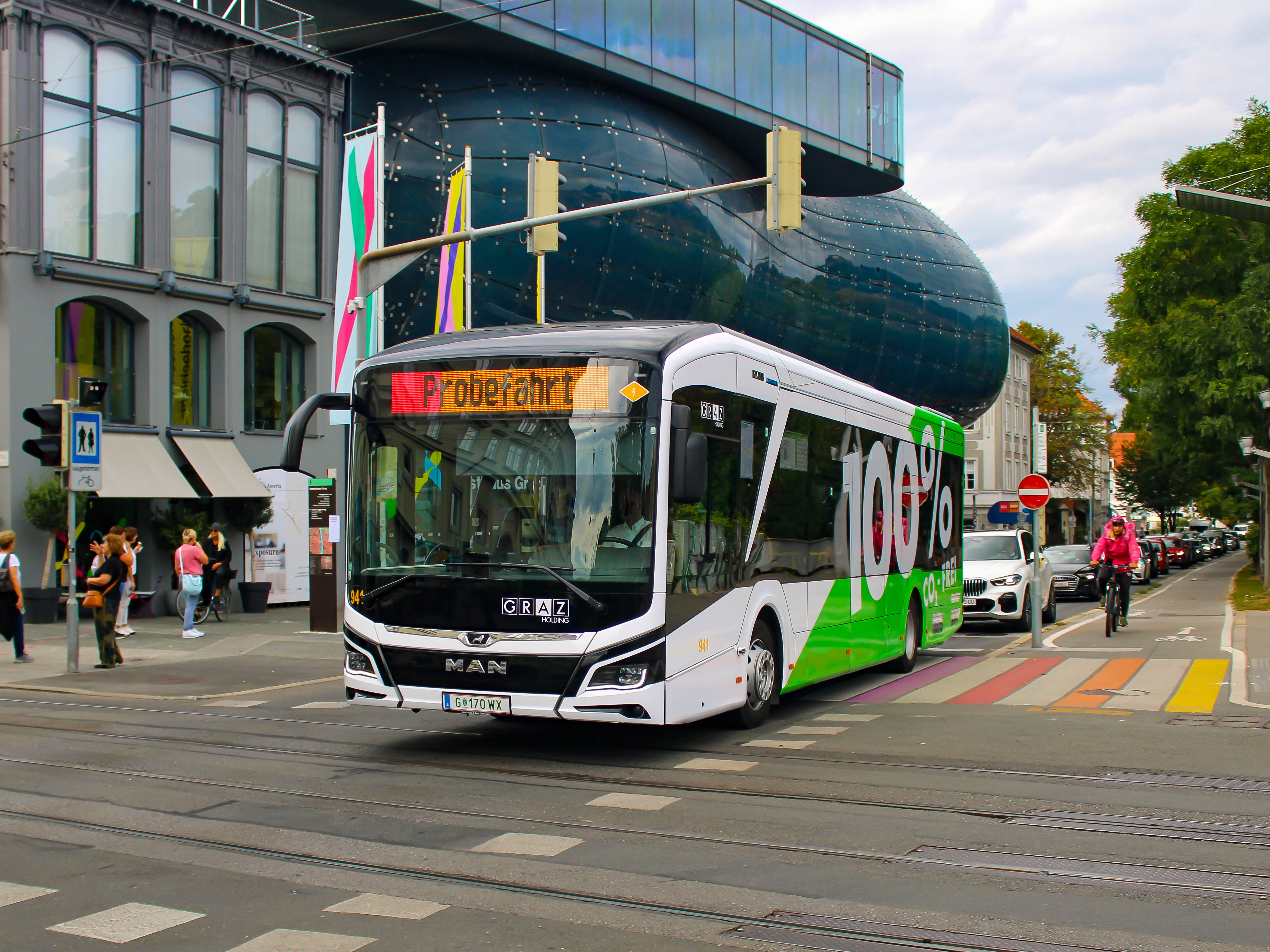
MAN Lion's City 12E
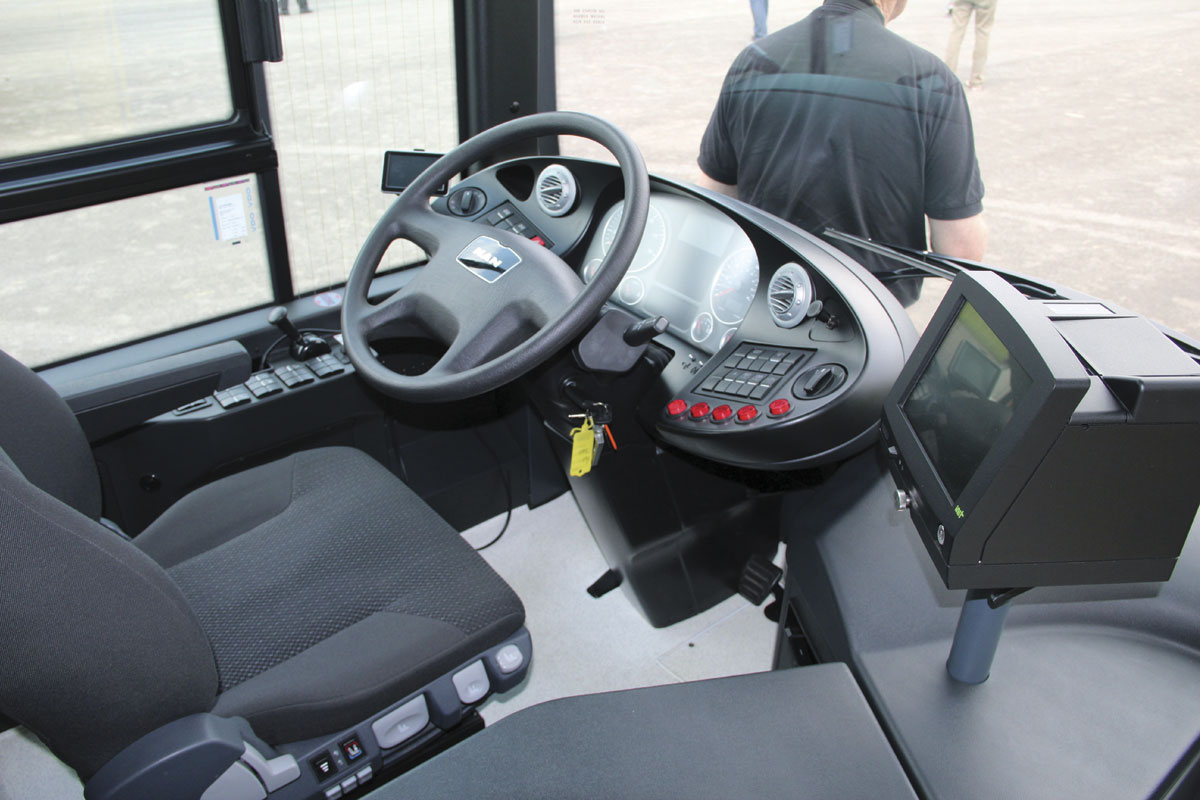
Fahrerarbeitsplatz der alten Lion's City Generation (bis 2017)
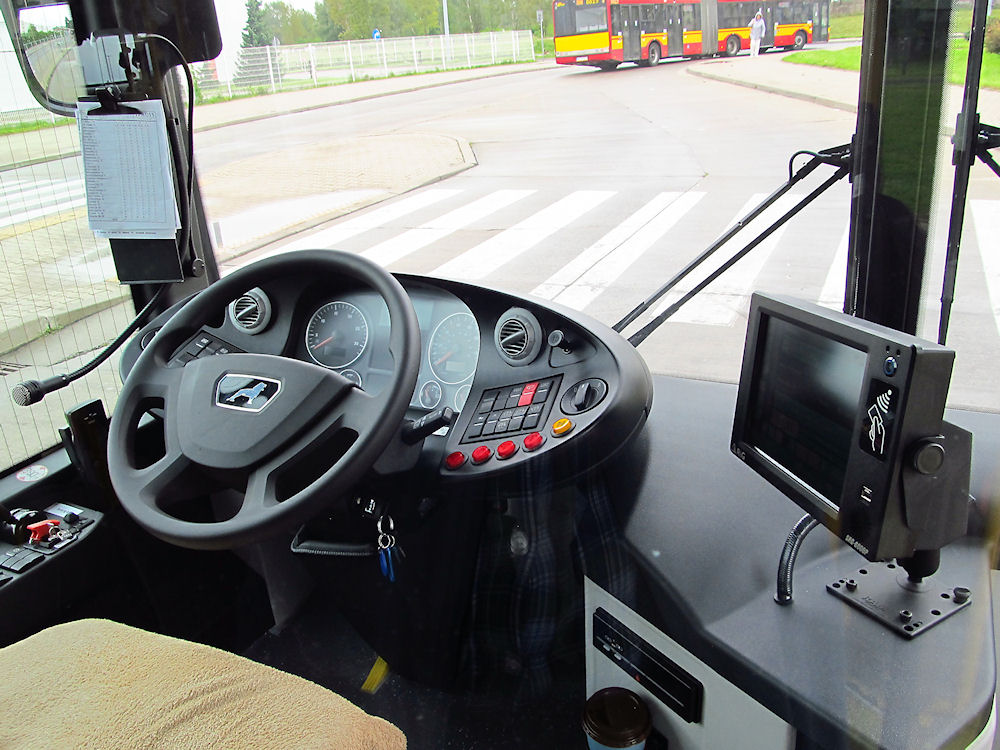
Fahrerarbeitsplatz der alten Lion's City Generation (ab 2017)
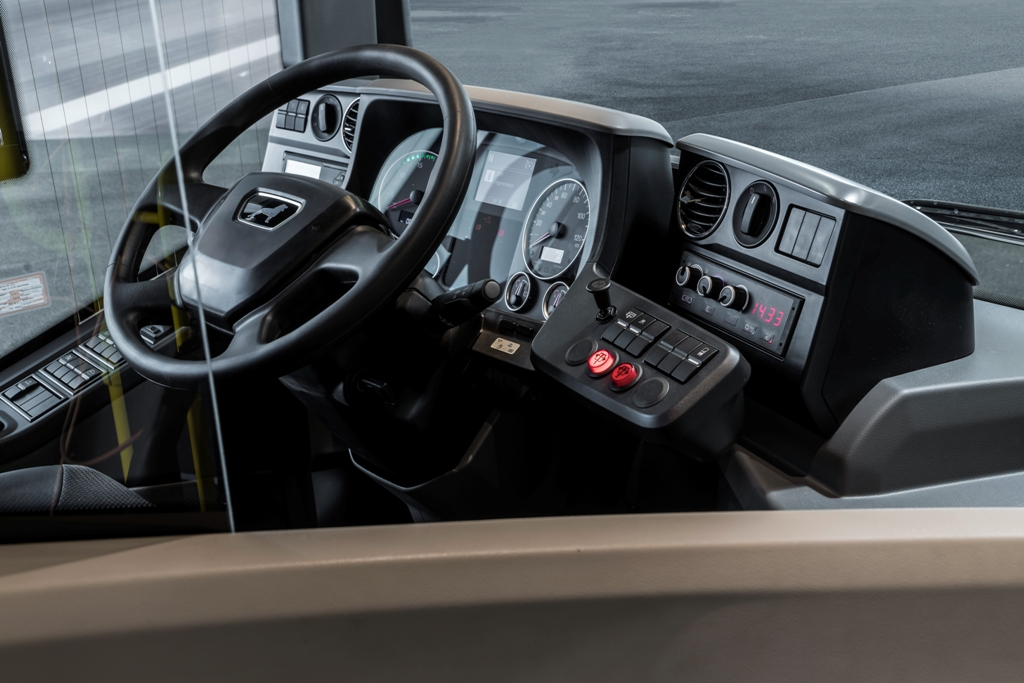
Fahrerarbeitsplatz der neusten Lion's City Generation
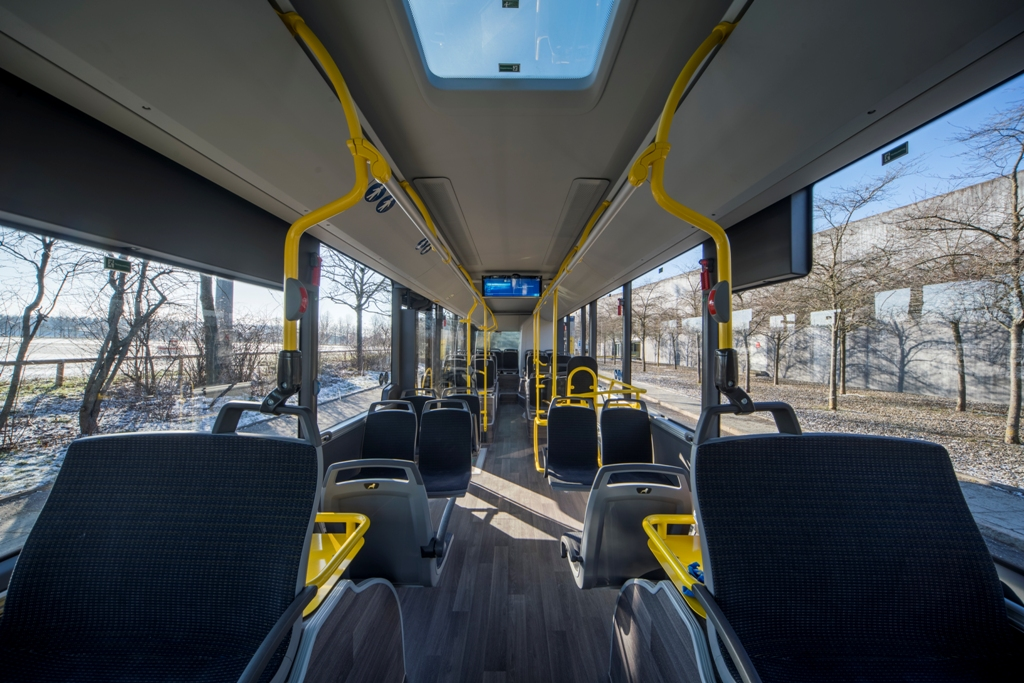
Innenraum mit Stadtbussitzen der neusten Lion's City Generation

## Auszeichnungen
- 1999: Bus of the Year
- 2005: Bus of the Year
- 2005: iF Design Award
- 2006: (DD) iF Design Award
- 2011: (Hybrid) Red Dot Award
- 2012: (Hybrid) Green Bus Award
- 2015: (GL CNG) Bus of the Year
- 2023: MAN Lion’s City 12 E Bus of the Year
- 2023: MAN Lion’s City 10 E Sustainable Bus of the Year 2024
- 2024: MAN Lion’s City 12 E LE Sustainable Bus of the Year 2025